# Chiriachitza Athanassio-Bénisty

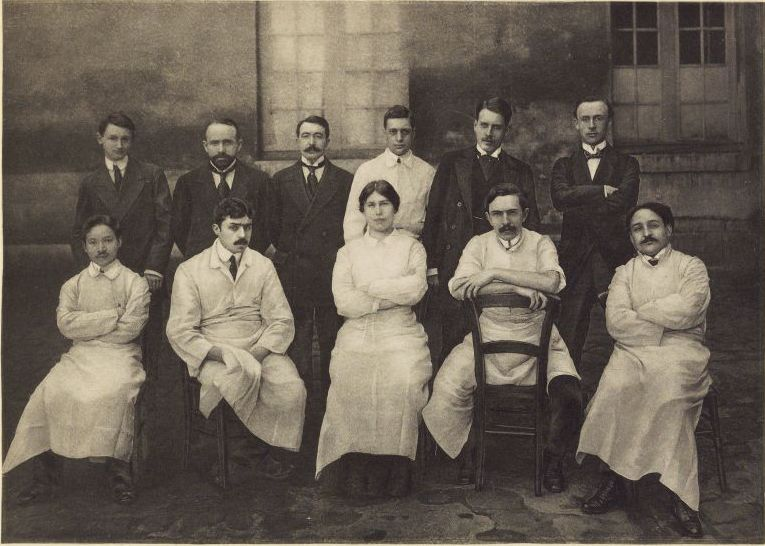
Grupa lekarzy z kliniki Salpêtrière, Chiriachitza Bénisty w środku

Chiriachitza Athanassio-Bénisty, Athanassiu-Bénisti (ur. 18 lutego 1885, zm. po 1938) – francuska lekarz neurolog. Nazwisko Athanassio było jej nazwiskiem panieńskim. Uczennica Pierre′a Mariego. Była pochodzenia rumuńskiego i jako pierwsza obywatelka tego kraju została przyjęta na uczelnię w Paryżu (na wydział filozofii). W 1918 roku przedstawiła dysertację, w której opisała pięć przypadków uszkodzeń mózgu w obrębie bruzdy Rolanda u ranionych żołnierzy. W latach 1918–1919 opublikowała dwie monografie poświęcone zagadnieniu pourazowego uszkodzenia nerwów u żołnierzy walczących w I wojnie światowej. W tym czasie pozostawała na stanowisku interne des hôpitaux de Paris w klinice Salpêtrière. Obie jej monografie były często cytowane i przetłumaczone na język angielski przez E. Farquhar Buzzarda.
Tzw. zespół Monbruna-Bénisty, ang. Monbrun-Bénisty syndrome, ocular stump causalgia) to rzadki bólowy zespół neurologiczny występujący po urazie oczodołu, w którego patogenezie ma udział podrażnienie przeciętych włókien nerwów współczulnych gałki ocznej, opisany wspólnie przez Bénisty i Alberta Monbruna.
W latach 30. porzuciła pracę naukową i opublikowała trzy powieści: La femme et le dictateur (1935), Mirages (1937) i Le Chant désespéré (1937).

## Prace
- Marie P., Athanassio-Bénisty. Hémiplégie spinale droite à la suite d'une contusion de la colonne vertébrale par une balle. Revue Neurologique 22, s. 392, 1914
- Marie P., Athanasio-Bénisty. L'individualité clinique des nerfs périphériques. Revue Neurologique 22, ss. 475–478, 1914
- Crouzon, Chatelin, Athanassiu-Benisti. Quadriplégie et diplégie faciale d'origine polynévritique avec anasarque considérable des membres inférieurs de cause inconnue. Revue Neurologique 22, ss. 592–595, 1914
- Marie P., Athanasio-Bénisty. Quelques nouveaux cas de retour de la contractilité faradique, avant la restauration des mouvements volontaires, au cours des plaies des nerfs périphériques. Revue Neurologique 22, ss. 557–559, 1914
- Marie P., Athanasio-Bénisty. Syndromes cliniques consécutifs aux lésions indirectes de la moelle cervicale, dans certaines plaies du cou. Revue Neurologique 22, ss. 475–478, 1914
- Considérations sur les lésions vasculaires et des nerfs périphériques; blessures des membres. Bulletins et Mémoires de la Société Médicale des Hôpitaux de Paris, 3 serie, 39, ss. 391–396, 1915
- Troubles trophiques très marqués localisés au niveau d'un doigt à la suite d'une lésion vasculaire par de la paume de la main. Revue Neurologique 22, ss. 1229–1230, 1914
- Déformations de la main par blessures des nerfs. Nouvelle Iconographie de la Salpêtrière 28, ss. 65-80, 1916/1917
- Formes cliniques des lésions des nerfs. Préface du professeur Pierre Marie. Paris: Masson & Cie., 1916
- Monbrun A., Athanassio-Bénisty. Syndrome sympathique dans certaines blessures de guerre de l'oeil. Revue Neurologique 23, ss. 906–910, 1916
- Meige H., Athanassio-Bénisty. Signes cliniques des lésions de l'appareil sympathique et vasculaire dans les blessures des membres. Presse Médicale 24, ss. 153–156, 1916
- Traitement et restauration des lésions des nerfs. Préface du professeur Pierre Marie. Paris: Masson & Cie., 1917
- Les lésions de la zone rolandique par blessures de guerre. Contribution à l'étude clinique des localisations cérébrales. Thèse. Paris, 1918.
- Castex E., Athanassio-Bénisty. Le temps perdu dans le réflexe rotulien pathologiquement exagéré. Revue Neurologique 25, s. 186, 1918
- Meige H., Athanassio-Bénisty. Nouvelles remarques sur les tremblements à propos d'une série de trembleurs de guerre. Revue Neurologique 25, ss. 14–24, 1918
- Clinical forms of nerve lesions with preface by Professor Pierre Marie. With a preface by E. Farquhar Buzzard. London: University of London Press, 1918
- Treatment and repair of nerve lesions; preface by Professor Pierre Marie. With a preface by Farquhar Buzzard. London: University of London Press, 1918
- Formas clínicas de las lesiones de los nervios. Barcelona, 1918
- Tratamiento de las lesiones y restauración de los nervios. Barcelona: Casa Editorial P. Salvat, 1918
- Meige H., Athanassio-Bénisty. Différentes formes d'épilepsie jacksonienne observées chez les blessés de la zone rolandique. Revue Neurologique 25, ss. 85–87, 1918
- Les lésions des nerfs: traitement et restauration. Paris: Masson & cie, 1919.
- Athanassio-Bénisty, Hibert E. Myopathie à type fibreux; rétractions tendineuses multiples et contracture intermittente de certains muscles. Revue Neurologique 27, ss. 1097–1100, 1920
- Renault J., Athanassio-Bénisty, Barré J.A. Atrophie spinale croisée avec contractions fibrillaires marquées chez un enfant de 12 ans. Revue Neurologique 28, ss. 200-202, 1921
- Renault J., Athanassio-Bénisty, Hibert E. Mouvements cloniques rythmés de l'hémiface droite, persistant pendant le sommeil et probablement consécutifs à une névraxite épidémique. Revue Neurologique 28, ss. 77–80, 1921